# 賈里德·蘭斯福德
賈里德·泰勒·蘭斯福德（英語：Jared Tyler Lansford，1986年10月22日—） ，為一名美國棒球選手。。

## 經歷
- 美國職棒奧克蘭運動家（小聯盟，2005年-2011年）
- 美國職棒獨立聯盟Long Island Ducks（2012年-2014年）
- 委內瑞拉聯盟Leones del Caracas（2014年11月-12月）
- 中華職棒Lamigo桃猿（2015年）（登錄名（日语：登録名）蘭斯佛）
- 中華職棒義大犀牛（2016年）（登錄名（日语：登録名）藍斯佛）
- 義大利棒球聯盟Unipol Bologna（2017年8月）
- 委內瑞拉聯盟Caribes de Anzoategui（2017年10月-）

## 職棒生涯成績

### 中華職棒
| 年度 | 球隊       | 出賽 | 先發 | 勝投 | 敗投 | 中繼 | 救援 | 完投 | 完封 | 三振 | 四壞 | 責失 | 投球局數 | 自責分率 | 被上壘率 |
| ---- | ---------- | ---- | ---- | ---- | ---- | ---- | ---- | ---- | ---- | ---- | ---- | ---- | -------- | -------- | -------- |
| 2015 | Lamigo桃猿 | 28   | 28   | 16   | 7    | 0    | 0    | 2    | 0    | 111  | 43   | 82   | 178.0    | 4.15     | 1.49     |
| 2016 | 義大犀牛   | 24   | 19   | 6    | 4    | 1    | 0    | 0    | 0    | 119  | 30   | 57   | 108.0    | 4.75     | 1.40     |
| 合計 | 2年        | 52   | 47   | 22   | 11   | 1    | 0    | 2    | 0    | 230  | 73   | 139  | 286.0    | 4.37     | 1.49     |

## 特殊事蹟
- 2015年10月2日對戰中信兄弟隊，達成個人中職生涯第100次奪三振。